# Hans Prolingheuer
Hans Prolingheuer (* 29. März 1930 in Kamen; † 21. April 2022 in Poggensee) war ein deutscher evangelischer Religionspädagoge, Kirchenhistoriker und Publizist.

## Leben
Prolingheuer studierte Pädagogik und Evangelische Theologie. Von 1955 bis 1965 war er als Religionslehrer und Landesjugendwart tätig. Von 1962 bis 1969 war er leitender Mitarbeiter für die Evangelischen Kirchentage von Dortmund, Köln, Hannover und Stuttgart. Seit 1969 arbeitete er im Dienst des Evangelischen Stadtkirchenverbandes von Köln. Von 1975 bis 1984 war er für die SPD Mitglied des Rates der Stadt Köln und in der Landschaftsversammlung des Rheinlandes. 1980 wurde er in die Synode des Kirchenkreises Köln-Nord gewählt und wurde stellvertretendes Mitglied der Rheinischen Landessynode. Als Mitglied des landeskirchlichen Ausschusses für die Geschichte des Kirchenkampfes im Rheinland verfasste er zahlreiche kirchengeschichtliche Werke und Aufsätze. Auch im Rundfunk trat er als Autor und Regisseur kirchenpolitischer Sendungen zu den Themen Kirche und Nationalsozialismus auf. Seit 1984 war er Dozent für Evangelische Kirchengeschichte an der Universität Marburg.
1989, im letzten Jahr ihrer Existenz, trat Prolingheuer als Mitherausgeber der kirchenkritischen Zeitschrift Die Stimme der Gemeinde auf.

## Schriften (Auswahl)
- mit Thomas Breuer: Dem Führer gehorsam: Christen an die Front. Die Verstrickung der beiden Kirchen in den NS-Staat und den Zweiten Weltkrieg. Studie und Dokumentation. Publik-Forum-Verlagsgesellschaft, Oberursel 2005, ISBN 3-88095-147-0.
- Hitlers fromme Bilderstürmer. Kirche & Kunst unterm Hakenkreuz. Dittrich, Köln 2001, ISBN 3-920862-33-3.
- Kirchenwende oder Wendekirche? Die EKD nach dem 9. November 1989 und ihre Vergangenheit. Nachwort von Walter Kreck. Pahl-Rugenstein, Bonn 1991, ISBN 3-89144-011-1.
- als Herausgeber: Die Christen an die Front. Das evangelische Bekenntnis zu Hitlers Wehr und Waffen. Publik-Forum-Verlagsgesellschaft, Oberursel 1989.
- Wir sind in die Irre gegangen. Die Schuld der Kirche unterm Hakenkreuz, nach dem Bekenntnis des „Darmstädter Wortes“ von 1947 (= Kleine Bibliothek. 451). Pahl-Rugenstein, Köln 1987, ISBN 3-7609-1144-7.
- Kleine politische Kirchengeschichte. Fünfzig Jahre evangelischer Kirchenkampf von 1919 bis 1969 (= Kleine Bibliothek. 335). Pahl-Rugenstein, Köln 1984, ISBN 3-7609-0870-5 (2., durchgesehene und verbesserte Auflage. ebenda 1985).
- Ausgetan aus dem Land der Lebendigen. Leidensgeschichten unter Kreuz und Hakenkreuz. Neukirchener Verlag, Neukirchen-Vluyn 1983, ISBN 3-7887-0715-1.
- Der ungekämpfte Kirchenkampf. 1933–1945. Das politische Versagen der Bekennenden Kirche (= Neue Stimme. Sonderheft. 6, ZDB-ID 134984-3). Pahl-Rugenstein, Köln 1983.
- Die judenreine deutsche evangelische Kirchenmusik. Dargestellt am Schicksal des Kölner Musikdirektors Julio Goslar im Dritten Reich (= Beiheft zu Junge Kirche. Heft 11, November 1981). Verlag Junge Kirche, Bremen 1981.
- Der „rote Pfarrer“ von Köln. Georg Fritze (1874–1939). Christ Sozialist Antifaschist. Jugenddienst-Verlag, Wuppertal 1981, ISBN 3-7795-7348-2 (2., neu überarbeitete und erweiterte Auflage. (= Kleine Bibliothek. 524). Pahl-Rugenstein, Köln 1989, ISBN 3-7609-1271-0).
- mit Joachim Beckmann: Zur Geschichte der Bekennenden Kirche im Rheinland. Mitgliederlisten der Pfarrer und Hilfsprediger und Register zu Dokumentationen des Kirchenkampfes im Rheinland (= Schriftenreihe des Vereins für Rheinische Kirchengeschichte. 63). Rheinland-Verlag u. a., Köln u. a. 1981, ISBN 3-7927-0609-1.
- Kirchenkampf vor 1933, ein Kampf gegen die Weimarer Republik (= Neue Stimme. Sonderheft. 6). Pahl-Rugenstein, Köln 1980, ISBN 3-7609-0816-0.
- Der Fall Karl Barth. 1934–1935. Chronographie einer Vertreibung. Neukirchener Verlag, Neukirchen-Vluyn 1977, (2. Auflage. ebenda 1984, ISBN 3-7887-0761-5).